# Rudolf Gehring
Rudolf Gehring (ur. 17 sierpnia 1948 w Hollabrunn) – austriacki prawnik, przedsiębiorca i polityk, lider Chrześcijańskiej Partii Austrii, kandydat w wyborach prezydenckich.

## Życiorys
Ukończył studia prawnicze na Uniwersytecie Wiedeńskim. Pracował jako prawnik specjalizujący się w prawie administracyjnym. Zajął się też prowadzeniem własnej działalności gospodarczej w ramach firmy zarządzającej nieruchomościami.
Przez ponad 30 lat należał do Austriackiej Partii Ludowej. W 2008 dołączył do konserwatywnego ugrupowania „Chrześcijanie”, stanął na jego czele, przekształcając je w Chrześcijańską Partię Austrii. W 2010 wystartował w wyborach prezydenckich, zajął w nich 3. (ostatnie) miejsce z wynikiem 5,4% głosów (za Heinzem Fischerem i Barbarą Rosenkranz). W związku z kampanią wyborczą ustąpił z funkcji partyjnej. W 2011 został zatwierdzony na stanowisku przewodniczącego CPÖ, ugrupowaniem tym kierował ostatecznie do 2014. Pełnił następnie funkcję jego sekretarza generalnego.